# IBM DeveloperWorks
DeveloperWork es una red profesional gratuita basada en web y centro de apoyo técnico de IBM en el mundo entero para desarrolladores de Software, Profesionales de IT y estudiantes. Este sitio recibe 4 millones de visitas únicas por mes en 195 países,  y está diseñada para apoyar desarrollos de usuario, habilidades avanzadas, resolver problemas, colaborar con personas y estar a la vanguardia de las últimas tendencias en estándares abiertos.
El trabajo de desarrolladores contiene miles de como hacerlo, artículos y tutoriales, así como un exhaustivo camino de conocimiento en descargas de software y ejemplos de código, foros de discusión, pódcast, blogs, wikis, y otros recursos. Los Usuarios pueden acelerar rápidamente la tecnología más crítca afectando sus profesiones, como abrir, industrias de calidad tecnológica tal como Java, Linux, SOA y web service, web development, AjaxPHP y XML, así como aprender sobre productos de software de IBM (WebSphere, Rational, Lotus, Tivoli y DB2). El sitio también provee información y tendencias tal como Green IT, computación en nube, y la iniciativa Smarter Planet de IBM. MSDN de Microsoft es un sitio similar (aunque se centra sobre todo en los productos de Microsoft y carece del apoyo en la tecnología centrada en contenidos y recursos).
Además de la información técnica disponible, el trabajo de los desarrolladores ofrece una comunidad social de negocios de información de más de 1.000.000 miembros registrados, creado para ayudar a los usuarios a construir relaciones con profesionales técnicos que tienen similares intereses y debatir y colaborar con soluciones ideales para el difícil cuestionamiento técnico. Dentro de la comunidad, los usuarios pueden tomar ventaja de los grupos y actividades de colaboración más fácil, perfiles y blogs para ganar reconocimiento personal, y una página de inicio personalizada que les trae el contenido adaptado a sus intereses para una mayor productividad.
El trabajo de los desarrolladores ha proporcionado tecnología libre de información técnica y de producto para la comunidad de desarrollo ya que desde 1999, y proporciona compatibilidad con el idioma en Inglés, chino simplificado, japonés, ruso, vietnamita, portugués brasileño y el español de América. Los desarrolladores de IBM han sido elogiados como "el paraíso de un desarrollador" y "quizás el mejor lugar para conseguir colgar de las tecnologías tales como Linux, Java, XML, e incluso conectividad inalámbrica ", con premios como el de inducción 2007 en el Salón de la Fama.
Entre los muchos programas de permiten habilitar a desarrolladores es el IBM Develothon 2010, un programa único en el que el equipo de desarrolladores de IBM India viajó 40 días cubriendo aproximadamente 8.500 kilómetros en dos coches de Innova para llevar a cabo 40 reuniones de información técnica para los profesionales de TI actuales y futuras a través de 31 ciudades de la India. Reuniones de información enfocadas a tecnologías emergentes como la Cloud Compiting, Business Analytics, y colaborando para empresas de educación de participantes y ayudar a ellos en la carrera. Las instrucciones de ruta fue llamada en forma de un relevo (relay), con al menos un miembro del equipo presente en cada etapa del viaje. Este IBM Develothon 2010 fue reconocido por el Libro Limca de los Récords de 2011 como el más grande programa de instrucción técnica.